# Cleckheaton
Cleckheaton – miasto w Wielkiej Brytanii, w Anglii, w regionie Yorkshire and the Humber, w hrabstwie West Yorkshire, w dystrykcie Kirklees. W 2001 r. miasto to zamieszkiwało 14 937 osób.